# Марокканский франк
Марокканский франк (араб. فرنك مغربي‎, фр. franc marocain) — валюта французского Марокко с 1921 и всего Марокко с 1957. Находился в обращении до 1974. Делился на 100 сантимов (араб. سنتيم‎).

## История
В 1912 году по условиям Фесского договора над Марокко был установлен франко-испанский протекторат. Марокко было разделено на три зоны: французскую, испанскую и международную зону Танжер.
Франк был введён во французской зоне в 1921 году вместо марокканского риала, курс которого до Первой мировой войны равнялся пяти французским франкам за один риал. Однако во время войны французская валюта обесценилась, и к 1921 году риал соответствовал уже десяти франкам. Марокканский франк был равен французскому, французское Марокко входило в зону франка. Эмиссию франка осуществлял созданный по решению Альхесирасской конференции Государственный банк Марокко. На территории испанского Марокко в обращении использовалась испанская песета, а в Танжере, который до 1960 года пользовался свободой торговли и валютных операций, обращался и марокканский франк, и испанская песета.
В 1956 году, после провозглашения независимости, франк остался денежной единицей независимого государства. На территории воссоединившегося в том же году бывшего испанского Марокко первоначально также продолжала использоваться песета. Песета была изъята из обращения в феврале 1958 года в соотношении 10 франков за 1 песету, территория бывшего испанского Марокко была включена в зону франка.
В декабре 1958 года, при девальвации французского франка, соотношение марокканского франка к долларом США не было изменено (420 марокканских франков за 1 доллар), а курс к французскому франку был повышен до 1,175 французского франка за 1 марокканский франк. В 1959 году эмиссионное право было передано вновь созданному Банку аль-Магриб. В том же году марокканский франк был девальвирован на 20,44 % (1,025 марокканских франка = 1 французский франк), а также принят закон о введении новой денежной единицы — дирхама.
Марокканский дирхам, равный на 100 марокканским франкам, введён 1 января 1961 года. До 1974 года разменные монеты дирхама не выпускались, в качестве таковых продолжали использоваться монеты в франках. В 1974 году франк как разменная монета заменён сантимом.

## Монеты
В 1921 году были выпущены монеты достоинством 25, 50 сантимов и 1 франк, в 1924 — 50 сантимов и 1 франк. В 1927 и 1933 годах чеканятся серебряные монеты 5, 10 и 20 франков. Между 1945 и 1947 чеканятся монеты 50 сантимов, 1, 2 и 5 франков из алюминиевой бронзы и медно-никелевые 10 и 20 франков. В пятидесятые годы чеканились монеты достоинством 100, 200 и 500 франков. Монеты чеканились в Париже и Пуасси.

## Банкноты

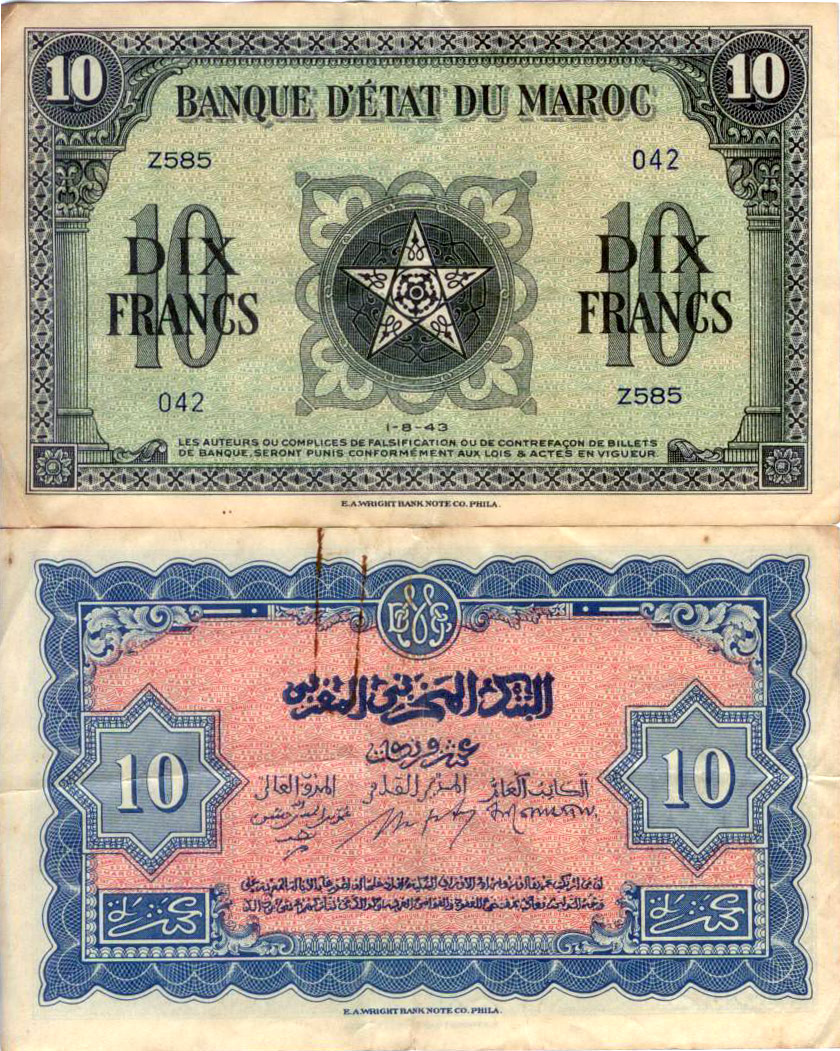
Банкнота 10 франков 1943 года

Хотя франк сменил марокканский риал лишь в 1921, номинал банкнот начал обозначаться с двойным номиналом (в риалах и франках) ещё на банкнотах выпуска 1910 и 1917 годов.
Между 1919 и 1923 Государственным банком Марокко выпускаются купюры в 5, 10, 20, 500, 100, 500 и 1000 франков. В октябре 1919 года были выпущены также боны Французского протектората Марокко в 25, 50 сантимов, 1 и 2 франка.
Выпуск банкнот образца 1928—1929 годов состоял из номиналов в 10, 20, 50 и 100 франков, образца 1936—1938 годов — 50 и 5000 франков.
В 1941 году выпущены 5 франков, датированные как 1922, так и 1941 годом. Выпуск 1943—1944 годов состоял из банкнот номиналом 5, 10, 20, 50, 1000, 5000 франков, в 1944 году выпущены также боны в 50 сантимов и 1 и 2 франка.
Послевоенный выпуск банкнот образца 1948—1958 годов состоял из банкнот в 50, 100, 500, 1000, 5000 и 10 000 франков.
После введения дирхама некоторое время использовались банкноты в франках с надпечаткой нового номинала: 50 дирхамов — на 5000 франках, 100 дирхамов — на 10 000 франках.